# 葉夫斯塔菲角
叶夫斯塔菲角（俄语：Мыс Евстафия）或乳根岬（日语：／）是萨哈林岛南部的海角，属科尔萨科夫区，向南10公里是科尔涅利角，向东北9公里是梅纳普齐角，向西北22.5公里是格林角，向北11公里是普季切湖。